# تشيفيتالوباريلا
تشيفيتالوباريلا (بالإيطالية: Civitaluparella)‏ هي بلدية في مقاطعة كييتي في إقليم أبروتسو الإيطالي.

## السكان
في سنة 1861 بلغ عدد السكان 1٬256 نسمة، وتطور العدد ليصل في سنة 2017 لـ 337 نسمة.
يظهر هذا المخطط البياني تطور النمو السكاني لـ تشيفيتالوباريلا